# 拉季斯涅 (米海利夫卡區)
47°10′53″N 35°23′57″E / 47.18139°N 35.39917°E
拉季斯涅（烏克蘭語：Радісне）是位於烏克蘭東南部的村莊，由扎波羅熱州梅利托波爾區的普洛多羅德內市鎮負責管轄。該村始建於1921年，面積1.12平方公里，海拔高度81米，2001年人口219，人口密度每平方公里195.5人。